# Yohannes Tilahun
Yohannes Tilahun (Asmara, 16 ottobre 1993) è un calciatore eritreo, centrocampista del Mai Temenai.

## Carriera

### Club
Dal 2008 gioca in patria, nel Mai Temenai.

### Nazionale
Ha debuttato con la Nazionale eritrea nel 2009. Nel 2011 gioca due incontri valevoli per le qualificazioni ai Mondiali 2014.